# Ptilodactyla subjunctus
Ptilodactyla subjunctus is een keversoort uit de familie Ptilodactylidae. De wetenschappelijke naam van de soort is voor het eerst geldig gepubliceerd in 1953 door Pic.